# تام ویکم
تام ویکم (انگلیسی: Tom Wickham؛ زادهٔ ۲۶ مهٔ ۱۹۹۰) بازیکن هاکی روی چمن اهل استرالیا است.